# Mistrzostwa Czterech Narodów w Łyżwiarstwie Figurowym 2015
Mistrzostwa Czterech Narodów w Łyżwiarstwie Figurowym 2015 – zawody łyżwiarstwa figurowego dla reprezentantów państw Grupy Wyszehradzkiej (Czechy, Polska, Słowacja, Węgry). Zawody rozgrywano od 18 do 21 grudnia 2014 roku w Budapeszcie.
Kolejność miejsc zajmowanych przez reprezentantów danego kraju w każdej z konkurencji determinowała wyniki końcowe ich mistrzostw krajowych (2015) w kategorii seniorów.
Wśród solistów triumfował Czech Michal Březina, zaś wśród solistek Słowaczka Nicole Rajičová. W konkurencji par tanecznych zwyciężyli reprezentanci Słowacji Federica Testa i Lukáš Csölley. Konkurencja par sportowych nie została rozegrana.

## Wyniki

### Soliści
| Poz. | Zawodnik          | Nota łączna | SP | SP    | FS | FS     |
| ---- | ----------------- | ----------- | -- | ----- | -- | ------ |
| 1    | Michal Březina    | 210,69      | 1  | 71,97 | 1  | 138,72 |
| 2    | Petr Coufal       | 191,35      | 2  | 62,96 | 2  | 128,39 |
| 3    | Pavel Kaška       | 166,96      | 3  | 57,78 | 4  | 109,18 |
| 4    | Patrick Myzyk     | 166,81      | 4  | 56,99 | 3  | 109,82 |
| 5    | Tomáš Kupka       | 152,96      | 8  | 51,30 | 6  | 101,66 |
| 6    | Petr Kotlařík     | 151,39      | 10 | 47,15 | 5  | 104,24 |
| 7    | Jiří Bělohradský  | 149,54      | 7  | 51,44 | 7  | 98,10  |
| 8    | Marco Klepoch     | 145,01      | 6  | 51,51 | 9  | 93,50  |
| 9    | Kristóf Forgó     | 141,99      | 12 | 47,05 | 8  | 94,94  |
| 10   | Krzysztof Gała    | 136,73      | 5  | 53,61 | 11 | 83,12  |
| 11   | Łukasz Kędzierski | 133,01      | 11 | 47,11 | 10 | 85,90  |
| 12   | Kamil Dymowski    | 123,52      | 9  | 49,44 | 15 | 74,08  |
| 13   | Ryszard Gurtler   | 121,94      | 13 | 46,72 | 13 | 75,22  |
| 14   | Andrzej Siciński  | 118,02      | 14 | 44,32 | 16 | 73,70  |
| 15   | Jakub Kršňák      | 117,87      | 15 | 42,27 | 12 | 75,60  |
| 16   | Wiktor Witkowski  | 111,03      | 16 | 36,72 | 14 | 74,31  |

### Solistki
| Poz. | Zawodniczka          | Nota łączna | SP  | SP    | FS  | FS     |
| ---- | -------------------- | ----------- | --- | ----- | --- | ------ |
| 1    | Nicole Rajičová      | 156,60      | 1   | 55,81 | 1   | 100,79 |
| 2    | Ivett Tóth           | 146,21      | 3   | 47,85 | 2   | 98,36  |
| 3    | Eliška Březinová     | 139,45      | 2   | 48,14 | 3   | 91,31  |
| 4    | Jelizawieta Ukołowa  | 128,21      | 4   | 44,48 | 4   | 83,73  |
| 5    | Bronislava Dobiášová | 123,92      | 5   | 42,45 | 5   | 81,47  |
| 6    | Jana Coufalová       | 122,06      | 7   | 41,96 | 6   | 80,10  |
| 7    | Alexandra Kunová     | 120,07      | 6   | 42,14 | 7   | 77,93  |
| 8    | Nina Letenayová      | 110,58      | 9   | 36,20 | 8   | 74,38  |
| 9    | Agata Kryger         | 101,12      | 8   | 39,08 | 10  | 62,04  |
| 10   | Agnieszka Rejment    | 95,92       | 10  | 33,99 | 11  | 61,93  |
| 11   | Eszter Szombathelyi  | 92,19       | 11  | 32,58 | 12  | 59,61  |
| 12   | Klára Světlíková     | 90,72       | 14  | 25,26 | 9   | 65,46  |
| 13   | Anna Siedlecka       | 89,20       | 12  | 30,35 | 13  | 58,85  |
| 14   | Ada Wawrzyk          | 83,11       | 13  | 28,74 | 14  | 54,37  |
| WD   | Bernadett Szakács    | DNF         | DNF | DNF   | DNF | DNF    |

### Pary taneczne
| Poz. | Zawodnicy                           | Nota łączna | SD | SD    | FD | FD    |
| ---- | ----------------------------------- | ----------- | -- | ----- | -- | ----- |
| 1    | Federica Testa / Lukáš Csölley      | 144,44      | 1  | 57,42 | 1  | 87,02 |
| 2    | Natalia Kaliszek / Maksym Spodyriew | 122,88      | 2  | 52,26 | 2  | 70,62 |
| 3    | Cortney Mansour / Michal Češka      | 116,12      | 3  | 46,60 | 3  | 69,52 |
| 4    | Beatrice Tomczak / Damian Bińkowski | 106,36      | 4  | 42,58 | 4  | 63,78 |
| 5    | Szilvia Magyar / Dániel Majer       | 74,96       | 5  | 29,82 | 5  | 45,14 |
| 6    | Beatrix Pipek / József Kálmán       | 59,64       | 6  | 23,52 | 6  | 36,12 |

## Medaliści mistrzostw krajowych
| Państwo  | Konkurencja   | Złoto                               | Srebro                              | Brąz              |
| -------- | ------------- | ----------------------------------- | ----------------------------------- | ----------------- |
| Czechy   | Soliści       | Michal Březina                      | Petr Coufal                         | Pavel Kaška       |
| Czechy   | Solistki      | Eliška Březinová                    | Jelizawieta Ukołowa                 | Jana Coufalová    |
| Czechy   | Pary taneczne | Cortney Mansour / Michal Češka      | DNS                                 | DNS               |
| Polska   | Soliści       | Patrick Myzyk                       | Krzysztof Gała                      | Łukasz Kędzierski |
| Polska   | Solistki      | Agata Kryger                        | Agnieszka Rejment                   | Anna Siedlecka    |
| Polska   | Pary taneczne | Natalia Kaliszek / Maksym Spodyriew | Beatrice Tomczak / Damian Bińkowski | DNS               |
| Słowacja | Soliści       | Marco Klepoch                       | DNS                                 | DNS               |
| Słowacja | Solistki      | Nicole Rajičová                     | Bronislava Dobiášová                | Alexandra Kunová  |
| Słowacja | Pary taneczne | Federica Testa / Lukáš Csölley      | DNS                                 | DNS               |
| Węgry    | Soliści       | Kristóf Forgó                       | DNS                                 | DNS               |
| Węgry    | Solistki      | Ivett Tóth                          | Eszter Szombathelyi                 | DNF               |
| Węgry    | Pary taneczne | Szilvia Magyar / Dániel Majer       | Beatrix Pipek / József Kálmán       | DNS               |